# Melissoptila aurea
Melissoptila aurea är en biart som beskrevs av Urban 1998. Melissoptila aurea ingår i släktet Melissoptila och familjen långtungebin. Inga underarter finns listade i Catalogue of Life.